# Генріх Швайкгардт
Генріх Швайкгардт (нім. Heinrich Schweickhardt; 17 лютого 1914, Гайдельберг — 9 січня 1943, Середземне море) — німецький льотчик-ас бомбардувальної авіації, майор люфтваффе (1943, посмертно). Кавалер Лицарського хреста Залізного хреста з дубовим листям.

## Біографія
В 1935 році вступив на в люфтваффе. Після закінчення авіаційного училища в 1937 році зарахований в 76-у бомбардувальну ескадру. Учасник Польської і Французької кампаній, а також битви за Британію і Німецько-радянської війни. З 1942 року командував 8-ю ескадрильєю 76-ї бомбардувальної ескадри. З кінця 1942 року — командир 3-ї групи своєї ескадри, на чолі якої бився проти авіації союзників на Середземноморському театрі бойових дій. Літак Швайкгардта був збитий між Тунісом та Сицилією британськими винищувачами, всі члени екіпажу загинули.
Всього за час бойових дій здійснив понад 400 бойових вильотів.

## Нагороди
- Нагрудний знак пілота
- Медаль «За вислугу років у Вермахті» 4-го класу (4 роки)
- Медаль «У пам'ять 13 березня 1938 року»
- Медаль «У пам'ять 1 жовтня 1938» із застібкою «Празький град»
- Залізний хрест 2-го і 1-го класу
- Почесний Кубок Люфтваффе (квітень 1941)
- Німецький хрест в золоті (13 січня 1942)
- Лицарський хрест Залізного хреста з дубовим листям
  - лицарський хрест (4 лютого 1942)
  - дубове листя (№ 138; 30 жовтня 1942)
- Медаль «За зимову кампанію на Сході 1941/42»
- Авіаційна планка бомбардувальника в золоті